# Turkoskardinal
Turkoskardinal (Passerina cyanea), även kallad indigofink, är en nordamerikansk fågel i tättingfamiljen kardinaler.  Hanen har en praktfullt indigoblå fjäderdräkt och honan är brunfärgad. Den är en sällsynt gäst i Europa, men de allra flesta fynden tros utgöras av burrymlingar.

## Fältkännetecken

### Utseende
Turkoskardinalen är en liten finkliknande fågel, 11,5–13 centimeter lång. Könen skiljer sig kraftigt åt i utseendet. Medan hanen är lysande coelinblå med indigoblått huvud och svart stjärt med coelinblå kanter är honan enhetligt brunfärgad, något ljusare under än ovan, med ett otydligt vingband och svagt streckad under. Hanen antar dock en brun fjäderdräkt vintertid. Näbben är kort och konisk. Honans näbb är ljusbrun med en blå nyans, medan hanens övre näbbhalva är brunsvart och den undre ljusblå. Fötterna och benen är svarta eller grå.

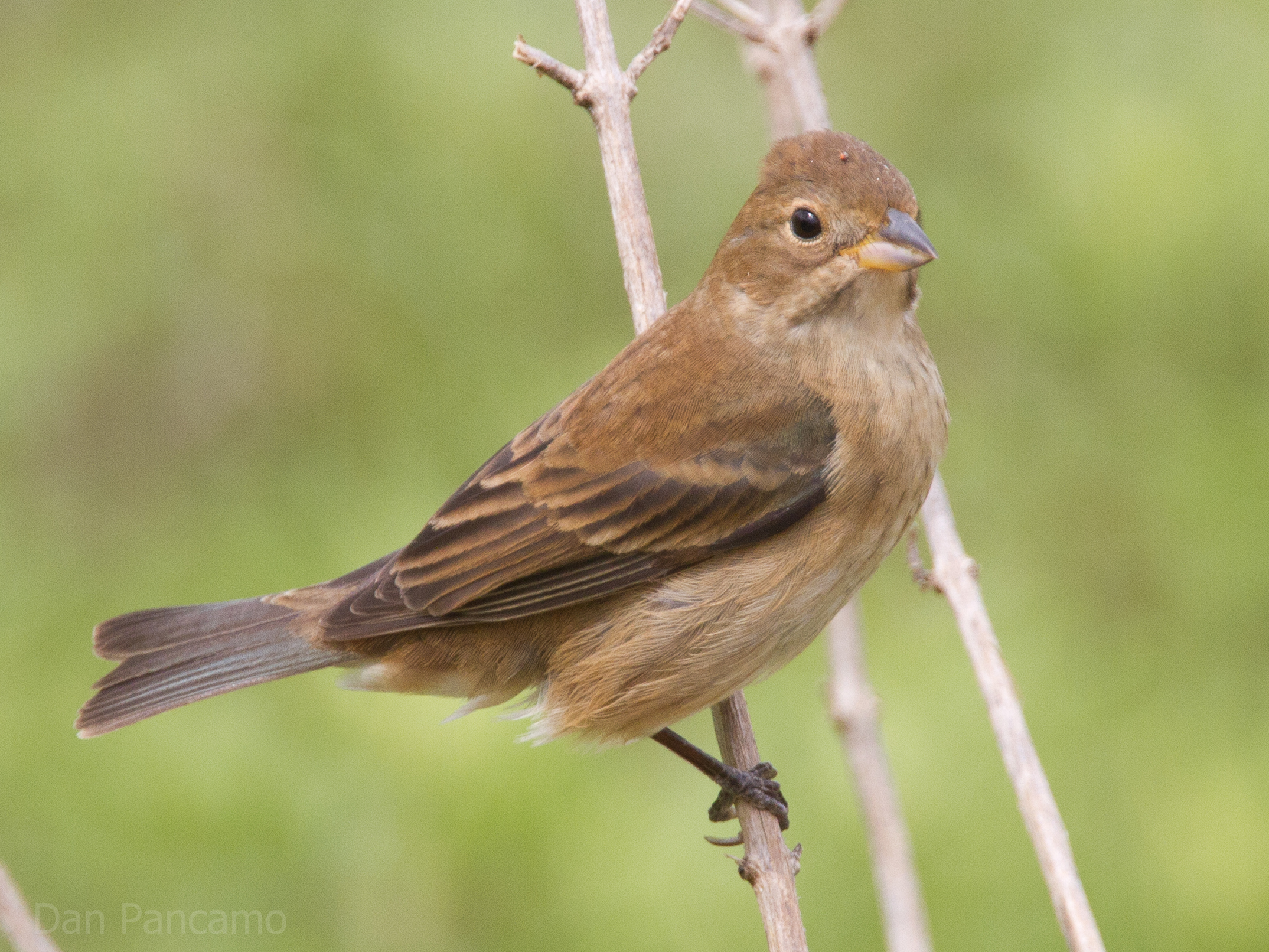
Adult hona
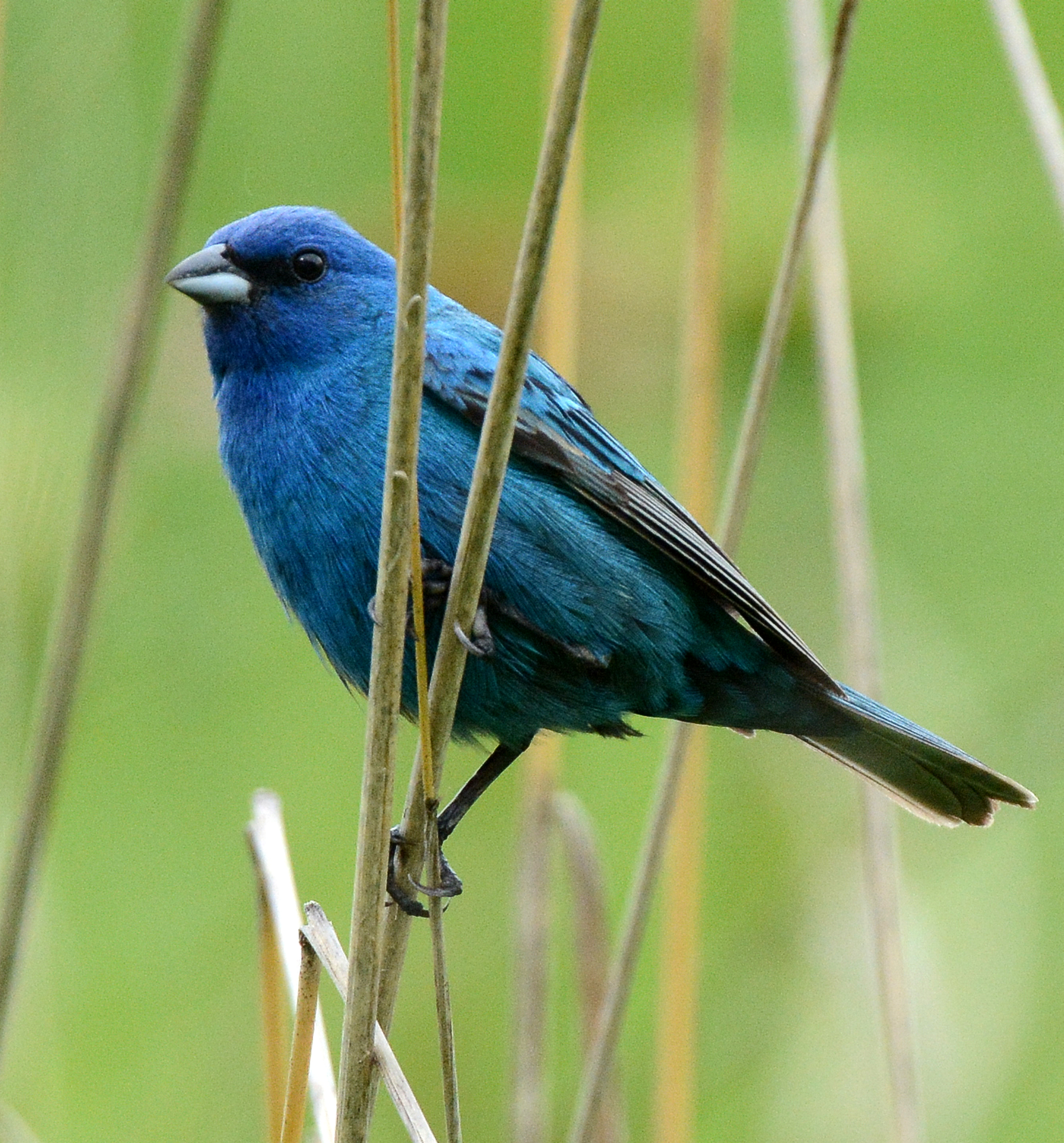
Adult hane

### Läte
Turkoskardinalens varningsläte är ett skarpt tjipp!, medan kontakt- och flyktlätet är ett högfrekvent surrande zeeep. Sången är likaså högfrekvent och surrande två till fyra sekunder lång ramsa: suit-suit tjiu-tjiu suit-suit. Hanen sjunger ofta från en sittplats i busktoppar och på stolpar.

## Utbredning och systematik
Turkoskardinalen är en flyttfågel som häckar i Kanada och USA och övervintrar så långt söderut som Stora Antillerna, Colombia och Venezuela. Den är en sällsynt gäst i Europa, men troligen rör sig de allra flesta fynden om förrymda burfåglar, bland annat de enda svenska fynden, 16 maj 1981 på Gotska Sandön och i Tynderö, Medelpad 28 april till 1 maj 1989. Det har dock gjorts över 50 fynd i Azorerna, vilket tyder på att en viss andel trots allt har ett ursprung från Nordamerika.

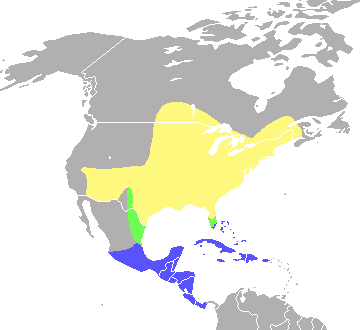
Utbredningsområde
Häckningsområde (sommar)
Område där arten vanligtvis uppträder under flytten
Vinterkvarter

### Släktskap
I Nordamerika hybridiserar indigofinken ofta med lazulikardinalen (Passerina amoena) där deras utbredningsområden möts. Forskning tyder på att de är varandras närmaste släktingar, men utgör två skilda arter.

## Ekologi

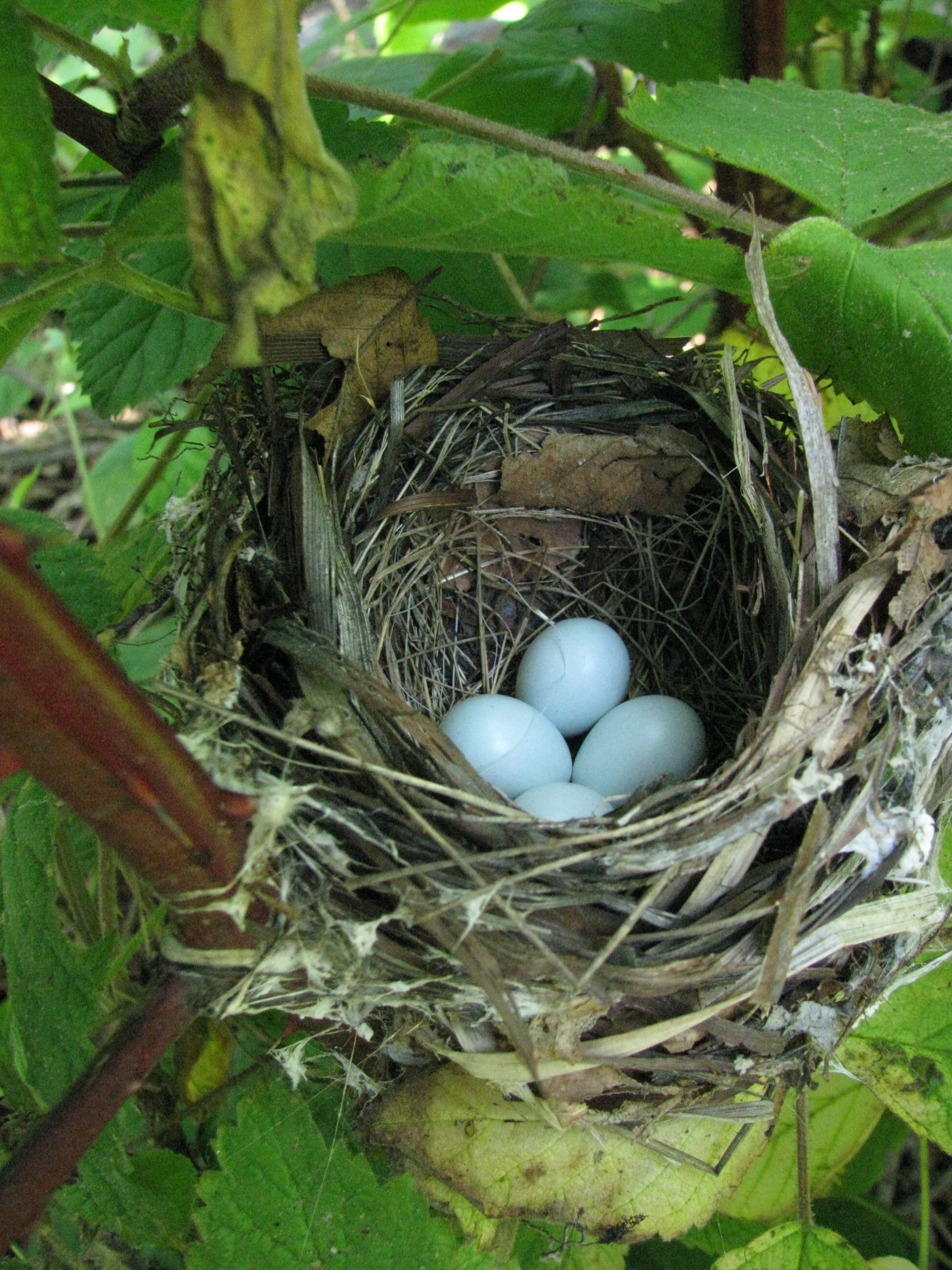
Turkoskardinalens bo.

Indigofinken trivs buskiga skogskanter, öppen lövskog, fält och ungskog. Den bygger sitt bo i en tät buske eller lågt träd, oftast mellan tre decimeter och en meter över marken. Honan bygger boet av löv, gräs, kvistar och bark, och fodrar det med mjukare gräs eller hår från vitsvanshjort. Hon lägger oftast tre till fyra vita ägg och ruvar dem ensam i 12–13 dagar. De flesta par lägger två kullar och hanen kan mata nykläckta ungar samtidigt som honan ruvar nästa kulls ägg.
Brunhuvad kostare parasiterar ofta på turkoskardinalen, som överger boet ifall kostaren lägger sitt ägg innan turkoskardinalen lagt sina. Turkoskardinalernas ägg kläcks, men ungarna har svårare att klara sig i konkurrens med kostarens unge.

### Föda
Turkoskardinalen söker efter föda på marken eller i träd och buskar. Under häckningssäsong födosöker den på egen hand efter insekter, frön och bär. Under vinten födosöker den gärna i flock, då oftast på jakt efter frön, men också knoppar och insekter om de finns tillgängliga. Turkoskardinalen dricker inte regelbundet, utan får tillräckligt med vatten från födan.

## Status och hot
Arten har ett stort utbredningsområde och en stor population, men tros minska i antal, dock inte tillräckligt kraftigt för att den ska betraktas som hotad. IUCN kategoriserar därför arten som livskraftig (LC).